# Estadio Nacional (Hargeisa)
El Estadio Nacional, también llamado Estadio Hargeisa, es una infraestructura deportiva, localizada en Hargeisa, en Somalilandia, un territorio independiente de facto, pero reclamado como parte de Somalia. A pesar de que es un estadio multipróposito, actualmente se utiliza sobre todo para los partidos de fútbol y es la sede del equipo de fútbol nacional de Somalilandia, una selección no reconocida por la FIFA. Sin embargo el equipo es miembro de ConIFA.